# 朝鲜近狂蛛
朝鲜近狂蛛（学名：Drassyllus coreanus）为平腹蛛科近狂蛛属的动物。在中国大陆，分布于辽宁等地。